# Joel Álvarez
Joel Álvarez González (Gijón, Asturias, 2 de marzo de 1993) es un artista marcial mixto español que compite en la categoría de peso ligero de Ultimate Fighting Championship (UFC). Desde el 22 de julio de 2025, ocupa el puesto número 15 en el ranking de peso ligero de UFC.

## Primeros años
Joel nació en Gijón y pasó su infancia en el barrio Pumarín. Durante su juventud jugó al futbol en el Lloreda y en el Manuel Rubio, mientras estudiaba en el colegio Rosario de Acuña. Hasta que, cuando tenía dieciocho años comenzó a practicar artes marciales mixtas en un gimnasio de su ciudad, el Centro Deportivo Tíbet, y años después debutó en varios torneos a nivel regional. Trabajó de encofrador, junto con su hermano, de los diecisiete a los dieciocho años. Posteriormente de portero de discoteca, durante cinco años. Después fue responsable de logística en una empresa de telecomunicaciones. Su actual equipo es el centro deportivo Tíbet de Gijón, aunque también entrena en otros gimnasios españoles y europeos especializados en MMA. Posteriormente se trasladó a Las Vegas para entrenar en el UFC Performance Institute con el objetivo de pelear en noviembre de 2022.

## Carrera de artes marciales mixtas
Sus primeras competencias profesionales fueron en la promoción británica Cage Rage y en la promoción rusa M-1 Challenge, ambas en 2015.
A partir de 2017 ingresó en la Ansgar Fighting League (AFL), la primera liga profesional española. El 29 de septiembre de 2018 se convirtió en campeón del peso ligero de la AFL, tras vencer al brasileño Julio César Alves por sumisión en el segundo asalto.

### Ultimate Fighting Championship

#### 2019
En su debut, Álvarez enfrentó a Damir Ismagulov el 23 de febrero de 2019, en UFC Fight Night: Błachowicz vs. Santos. Perdió la pelea por decisión unánime.
Álvarez enfrentó a Danilo Belluardo el 1 de junio de 2019, en UFC Fight Night: Gustafsson vs. Smith. Ganó la pelea por TKO en el segundo asalto.

#### 2020
Álvarez enfrentó a Joseph Duffy el 15 de julio de 2020, en UFC Fight Night 172. Ganó la pelea por sumisión en el primer asalto.
Álvarez enfrentó a Alexander Yakovlev el 24 de octubre de 2020, en UFC 254. En el pesaje, Álvarez pesó 159.5 libras, 3 libras y media sobre el límite de peso ligero. La pelea continuó en un peso pactado, con Álvarez siendo multado con el 30% de su bolsa, que fue hacía su oponente. Ganó la pelea por sumisión (armbar) en el primer asalto.

#### 2021
Álvarez estaba programado para enfrentar a Christos Giagos el 15 de mayo de 2021, en UFC 262. Sin embargo, Álvarez fue removido de la pelea a mediados de mayo por problemas de visa y fue reemplazado por Sean Soriano.
Álvarez enfrentó a Thiago Moisés el 13 de noviembre de 2021, en UFC Fight Night 197.  En el pesaje, Álvarez pesó 157.5 libras, 1 libra y media sobre el límite de peso ligero. La continuó en un peso pactado con Álvarez siendo multado con el 30% de su bolsa, que fue hacía Moisés. Álvarez ganó la pelea por TKO en el primer asalto.

#### 2022
Álvarez enfrentó a Arman Tsarukyan el 26 de febrero de 2022, en UFC Fight Night 202. Perdió la pelea por TKO en el segundo asalto.
Álvarez estaba programado para enfrentar a Zubaira Tukhugov el 14 de febrero de 2023, en UFC 284.  Sin embargo, Álvarez se retiró de la pelea por razones no reveladas y fue reemplazado por Elves Brenner.

#### 2023
Álvarez enfrentó a Marc Diakiese el 22 de julio de 2023, en UFC Fight Night 224. Ganó la pelea por sumisión (brabo choke) en el segundo asalto.

#### 2024
Álvarez estaba programado para enfrentar a Ľudovít Klein el 2 de marzo de 2024, en UFC Fight Night 238. Sin embargo, Álvarez se retiró de la pelea por problema de visa y fue reprogramado para enfrentar a Mateusz Rębecki el 27 de abril de 2024, en UFC on ESPN 55. A su vez, el 10 de abril de 2024, Álvarez se retiró de la pelea por razones no reveladas.
Álvarez enfrentó a Elves Brener el 3 de agosto de 2024, en UFC on ABC 7. Ganó la pelea por KO en el tercer asalto. Esta victoria lo hizo merecedor de su primer premio de Actuación de la Noche.
Álvarez se enfrentó a Drakkar Klose el 14 de diciembre de 2024, en UFC on ESPN 63.Ganó la pelea por KO en el primer asalto.

## Campeonatos y logros
- Ultimate Fighting Championship
  - Actuación de la Noche (Una vez) vs. Elves Brener
- Mejor Deportista Asturiano del Año
  - 2024

## Récord en artes marciales mixtas
| Récord profesional | Récord profesional | Récord profesional |
| 25 peleas          | 22 victorias       | 3 derrotas         |
| ------------------ | ------------------ | ------------------ |
| Nocaut             | 5                  | 2                  |
| Sumisión           | 17                 | 0                  |
| Decisión           | 0                  | 1                  |

| Resultado | Récord | Oponente                 | Método                            | Evento                                      | Fecha                    | Ronda | Tiempo | Localización      | Notas                                                      |
| --------- | ------ | ------------------------ | --------------------------------- | ------------------------------------------- | ------------------------ | ----- | ------ | ----------------- | ---------------------------------------------------------- |
| Victoria  | 22–3   | Drakkar Klose            | TKO (rodillazo y golpes)          | UFC on ESPN: Covington vs. Buckley          | 14 de diciembre de 2024  | 1     | 2:47   | Tampa, Florida    |                                                            |
| Victoria  | 21–3   | Elves Brenner            | TKO (rodillazos y golpes)         | UFC on ABC: Sandhagen vs. Nurmagomedov      | 3 de agosto de 2024      | 3     | 3:36   | Abu Dabi          | Actuación de la Noche.                                     |
| Victoria  | 20–3   | Marc Diakiese            | Sumisión (brabo choke)            | UFC Fight Night: Aspinall vs. Tybura        | 22 de julio de 2023      | 2     | 4:26   | Londres           |                                                            |
| Derrota   | 19–3   | Arman Tsarukyan          | TKO (golpes)                      | UFC Fight Night: Makhachev vs. Green        | 26 de febrero de 2022    | 2     | 1:57   | Las Vegas, Nevada |                                                            |
| Victoria  | 19–2   | Thiago Moisés            | TKO (codazos y golpes)            | UFC Fight Night: Holloway vs. Rodríguez     | 13 de noviembre de 2021  | 1     | 3:01   | Las Vegas, Nevada | Pelea en peso pactado (157.5 lbs); Álvarez no dio el peso. |
| Victoria  | 18–2   | Alexander Yakovlev       | Sumisión (armbar)                 | UFC 254                                     | 24 de octubre de 2020    | 1     | 3:00   | Abu Dabi          | Pelea en peso pactado (159.5 lbs); Álvarez no dio el peso. |
| Victoria  | 17–2   | Joe Duffy                | Sumisión (guillotine choke)       | UFC Fight Night: Figueiredo vs. Benavidez 2 | 18 de julio de 2020      | 1     | 2:25   | Abu Dabi          |                                                            |
| Victoria  | 16–2   | Danilo Belluardo         | TKO (codazos y golpes)            | UFC Fight Night: Gustafsson vs. Smith       | 1 de junio de 2019       | 2     | 2:22   | Estocolmo         |                                                            |
| Derrota   | 15–2   | Damir Ismagulov          | Decisión (unánime)                | UFC Fight Night: Błachowicz vs. Santos      | 23 de febrero de 2019    | 3     | 5:00   | Praga             |                                                            |
| Victoria  | 15–1   | Radu Maxim               | Sumisión (triangle choke)         | AFL 17: Coal and Blood                      | 24 de noviembre de 2018  | 1     | 4:29   | Langreo           | Ganó el Campeonato de Peso Ligero de AFL.                  |
| Victoria  | 14–1   | Julio Cesar Alves        | Sumisión (brabo choke)            | AFL 16: Feudal War                          | 29 de septiembre de 2018 | 2     | 1:02   | Valladolid        | Pelea en peso pactado (161 lbs).                           |
| Victoria  | 13–1   | Alexandre Ribeiro        | Sumisión (triangle choke)         | AFL 15: Typhoon                             | 5 de mayo de 2018        | 1     | 4:17   | San Sebastián     |                                                            |
| Victoria  | 12–1   | Kevin Daniel Delgado     | Sumisión (guillotine choke)       | AFL 14: Outbreak                            | 17 de marzo de 2018      | 1     | 0:26   | Las Palmas        |                                                            |
| Victoria  | 11–1   | Francisco González       | Sumisión (guillotine choke)       | AFL 13                                      | 14 de octubre de 2017    | 2     | 1:59   | Gijón             |                                                            |
| Victoria  | 10–1   | Jekson Poleza dos Santos | Sumisión (triangle choke)         | AFL 12: Warcelona                           | 3 de junio de 2017       | 1     | 1:57   | Barcelona         |                                                            |
| Victoria  | 9–1    | Anthony Muller           | TKO (golpes)                      | Fight Night Series 2                        | 18 de marzo de 2017      | 1     | 0:33   | Montreux          |                                                            |
| Victoria  | 8–1    | Moncef Ed Doukani        | Sumisión (anaconda choke)         | MMA Casino Fights: Álvarez vs. EdDoukani    | 8 de octubre de 2016     | 1     | 1:45   | Gijón             |                                                            |
| Victoria  | 7–1    | Jose Luis Bravo          | Sumisión (triangle choke)         | MMA Casino Fights: Bravo vs. Álvarez        | 8 de julio de 2016       | 1     | 0:49   | Gijón             |                                                            |
| Victoria  | 6–1    | Carlos Villar            | Sumisión (armbar)                 | MMA España: Bandog Challenge 3              | 12 de junio de 2015      | 1     | 4:20   | Gijón             |                                                            |
| Derrota   | 5–1    | Ali Abdulkhalikov        | KO (patada giratoria a la cabeza) | M-1 Challenge 56: Vasilevsky vs. Emeev 2    | 10 de abril de 2015      | 1     | 0:34   | Moscú             | Regreso a peso ligero.                                     |
| Victoria  | 5–0    | Graham Turner            | Sumisión (guillotine choke)       | Rage in the Cage 3                          | 21 de marzo de 2015      | 3     | 0:00   | Paisley           | Pelea de peso pluma.                                       |
| Victoria  | 4–0    | Jose Luis Bravo          | Sumisión (triangle choke)         | MMA España: Desafío Burgos Profight 2015    | 7 de marzo de 2015       | 1     | 3:20   | Burgos            |                                                            |
| Victoria  | 3–0    | Helson Henriques         | Sumisión (anaconda choke)         | IPC 6: International Pro Combat 6           | 26 de enero de 2015      | 2     | 1:23   | Lisboa            |                                                            |
| Victoria  | 2–0    | Hicham Rachid            | Sumisión (triangle choke)         | MMA España: Bandog Challenge 2              | 12 de abril de 2014      | 2     | 2:01   | Gijón             |                                                            |
| Victoria  | 1–0    | Aratz Garmendia          | Sumisión (triangle choke)         | Txurdinaga Sutan: Pro Boxing MMA            | 28 de diciembre de 2013  | 1     | 3:19   | Bilbao            | Debut en peso ligero.                                      |